# Hans-Jürgen Mende
Pour les articles homonymes, voir Mende.
Hans-Jürgen Mende (né le 19 mai 1945 à Berlin-Kreuzberg et mort le 21 septembre 2018 à Rostock) est un historien allemand. 

## Biographie
Hans-Jürgen Mende enseigne l'histoire de la philosophie à l'école supérieure d'art de Berlin-Weißensee (de). Après la réunification de l'Allemagne (1989/90), il devient le fondateur et directeur général de l'association d'histoire sociale et culturelle, l'association d'éducation de Luisenstadt, dont l'objectif principal est la recherche et la diffusion de l'histoire de Berlin et du Brandebourg.

## Publications
- (Hrsg.): Lexikon ‚Alle Berliner Straßen und Plätze‘ – Von der Gründung bis zur Gegenwart. Neues Leben / Edition Luisenstadt, Berlin 1998  (ISBN 3-355-01491-5) (4 Bände, 2300 Seiten).
- Mit Kurt Wernicke (Hrsg.): Reihe Berliner Bezirkslexikon:
  - Kathrin Chod, Herbert Schwenk, Hainer Weißpflug: Berliner Bezirkslexikon Mitte. 2 Bände. FTS Berlin / Edition Luisenstadt, 2001  (ISBN 3-89542-111-1).
  - Kathrin Chod, Herbert Schwenk, Hainer Weißpflug: Berliner Bezirkslexikon Friedrichshain-Kreuzberg. 2 Bände. FTS Berlin / Edition Luisenstadt, 2002  (ISBN 3-89542-122-7).
  - Kathrin Chod, Herbert Schwenk, Hainer Weißpflug: Berliner Bezirkslexikon Friedrichshain-Kreuzberg. Haude und Spener (de) / Edition Luisenstadt, Berlin 2003  (ISBN 3-7759-0474-3).
  - Hainer Weißpflug et al.: Berliner Bezirkslexikon Charlottenburg-Wilmersdorf. Haude & Spener / Edition Luisenstadt, Berlin 2005  (ISBN 3-7759-0479-4).
  - Hainer Weißpflug et al.: Berliner Bezirkslexikon Treptow-Köpenick. FTS Berlin / Edition Luisenstadt, 2009  (ISBN 978-3-89542-153-2).
- Hans-Jürgen Mende (Hrsg.): Reihe Berliner Friedhofsführer. 2002–2015, 23 Hefte.
- Mit Sylvia Lais (Hrsg.): Lexikon Berliner Straßennamen. Haude und Spener, Berlin 2003  (ISBN 3-7759-0477-8).
- Lexikon Berliner Begräbnisstätten. Pharus-Plan, Berlin 2018  (ISBN 978-3-86514-206-1).
- Der Jüdische Friedhof in Berlin-Weißensee. Pharus Verlag, Berlin 2016  (ISBN 978-3-86514-217-7).